# Palazzo della Farnesina
Ne doit pas être confondu avec Villa Farnesina ou Palais Farnèse.
Le Palazzo della Farnesina est un bâtiment administratif situé au nord de Rome, la capitale de l'Italie, à proximité du Foro Italico, qui abrite le ministère des Affaires étrangères.
Son appellation vient de la zone appelée à l'origine « Prati della Farnesina »  (du nom de la famille Farnèse, qui en était propriétaire).

## Histoire
La construction du bâtiment a commencé en 1937 sur les plans des architectes Enrico Del Debbio, Arnaldo Foschini et Vittorio Ballio Morpurgo, après que différents sites furent proposés pour l'accueillir.
 Le complexe devait accueillir à l'origine le siège du Parti national fasciste, mais en 1942 il fut décidé de l'attribuer au ministère des Affaires étrangères.
 Le travail fut interrompu en 1943 par la Seconde Guerre mondiale et repris la paix revenue en 1946 pour être achevé en 1959.

## Description
La palais, qui compte 1 300 pièces, présente une façade en travertin de 169 mètres de long, sur 51 mètres de haut, donnant sur la Piazzale della Farnesina. Son volume de 720 000 m3 fait de lui l'un des plus grands bâtiments construits en Italie, avec le Palais de Caserte, à Naples.
Sur la Piazzale della Farnesina, trône une sculpture en forme de sphère, œuvre d'Arnaldo Pomodoro en 1968.

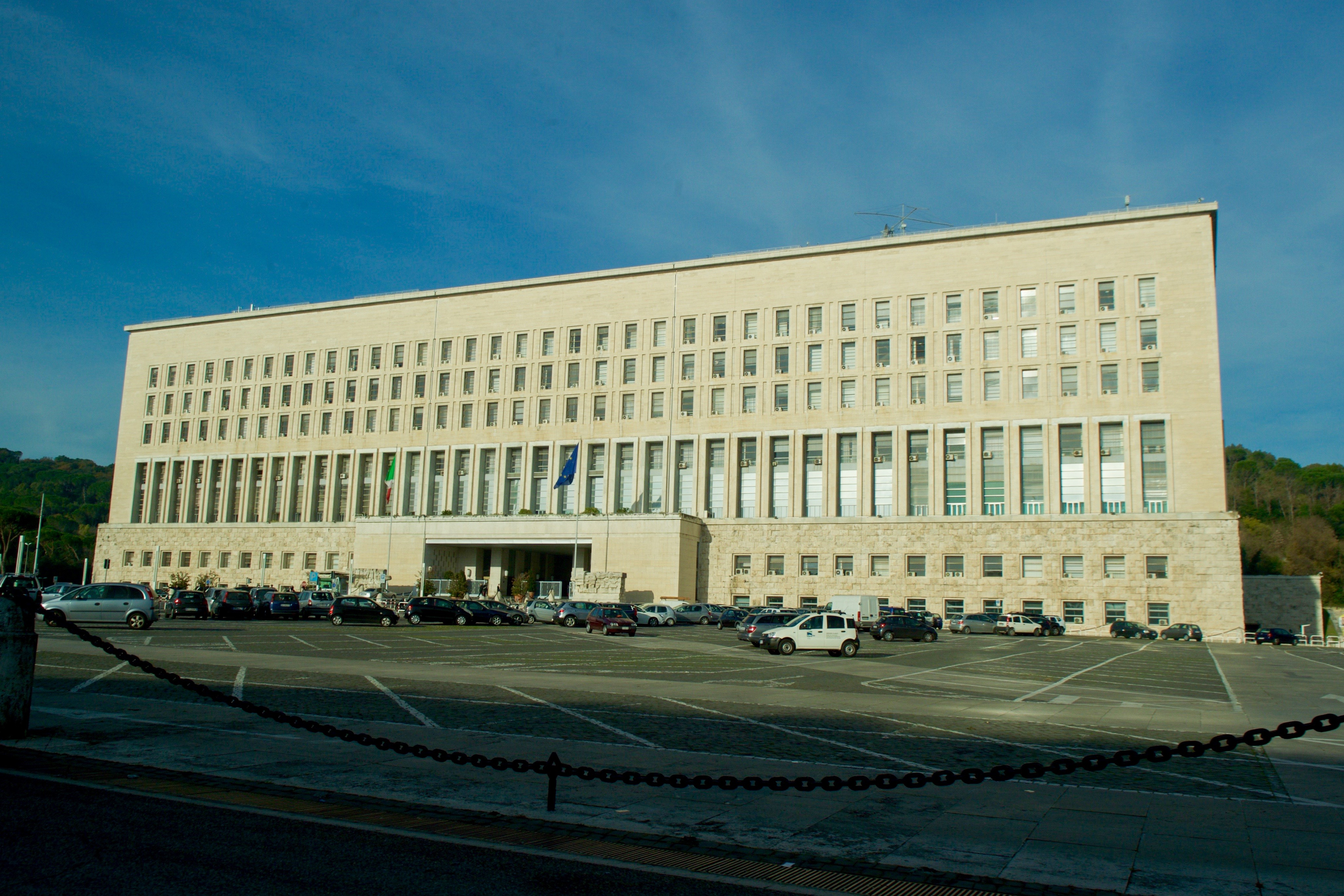
Façade de l'édifice
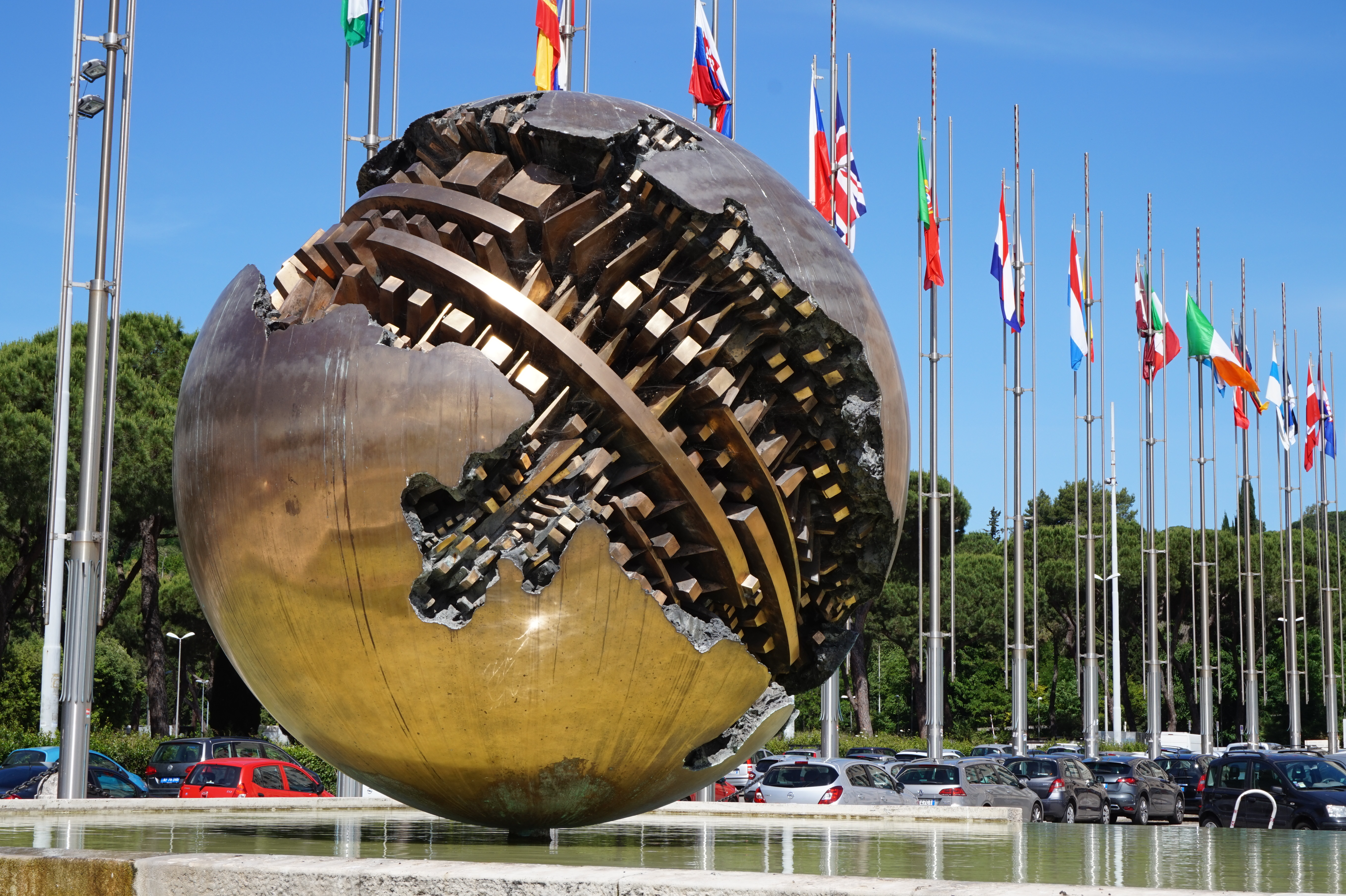
Sphère de Pomodoro

## Collection d'art
En 1999, la Direction générale de la promotion de la culture et de la coopération du ministère des Affaires étrangères a lancé l'initiative d'exposer au Palazzo della Farnesina un certain nombre d'œuvres représentatifs de l'art italien du XXe siècle. La collection Farnesina retrace ainsi l'histoire de l'art italien durant cette période à travers les courants de l'art nouveau, le futurisme, la métaphysique, l'art abstrait, l'Arte Povera, la trans-avant-garde et la Nouvelle Ecole Romaine.
En 2008, la collection d'art du ministère italien des Affaires étrangères a été étendue par l'introduction d'une nouvelle collection qui rassemble les œuvres des dernières générations d'artistes italiens. La nouvelle Collection expérimentale Farnesina a été inaugurée le 5 juillet 2008, dans le cadre d'une journée portes ouvertes du ministère des Affaires étrangères.
Le 13 mars 2009 à la Villa Madame à Rome, le ministre des Affaires étrangères, Franco Frattini, le ministre du Patrimoine et de la Culture, Sandro Bondi, et le ministre du Développement économique, Claudio Scajola, ont annoncé la naissance d'une troisième collection : Collection Farnesina design.
La collection d'art du ministère italien de la Culture rassemble les peintres les plus importants et les plus significatifs de l'histoire de l'art italien et couvre l'histoire de l'art italien du 20e siècle avec des œuvres importantes de Alighiero Boetti, Salvatore Garau, Michelangelo Pistoletto, Umberto Boccioni, Fortunato Depero, Mario Sironi, Giorgio De Chirico, Carlo Carrà, Giacomo Balla, Emilio Vedova, Renato Guttuso, Jannis Kounellis et Mimmo Paladino.